# Észak

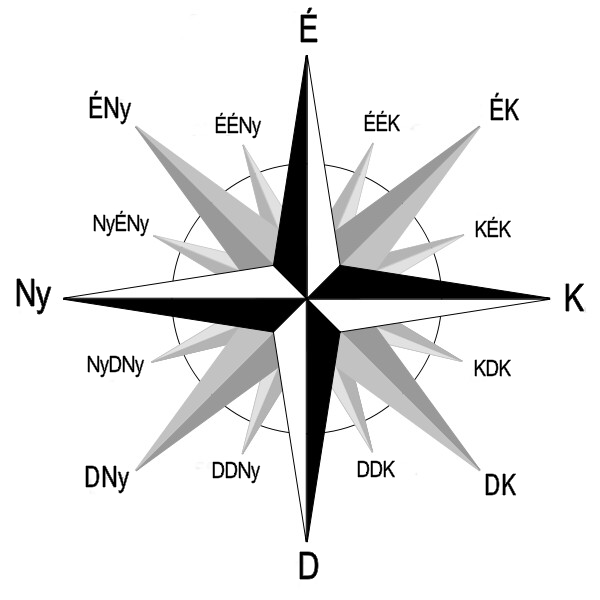
Irányok egy iránytűn, az észak É-vel jelölve

Az észak a négy fő égtáj egyike. A szó feltehetően az éjszaka szóból eredhet, ugyanis abból az irányból (legalábbis az északi félgömbön) soha nem süt a nap; ahogy a dél mint időpont ellentéte az éjszakának, úgy a dél mint irány is ellentéte az északnak.

## Sarkpontok fajtái
- A földrajzi Északi-sark ahol a Föld forgástengelye a felszínnel találkozik az északi félgömbön.
- Az északi mágneses sark A Föld mágneses terének erővonalai itt merőlegesek a felszínre, azaz függőlegesek. Ide mutat az iránytű.
- Az északi földmágneses sark A Föld mágneses terét létrehozó elméleti „rúdmágnes” tengelyének döféspontjai a Föld felszínével az északi félgömbön.

A mágneses és a földmágneses sark a Föld forgása miatt nem esik egy pontba.

## Csillagászat
- A szférikus csillagászatban az északi irány az északi égi pólus iránya, amelyet a Föld képzeletben meghosszabbított forgástengelye kijelöl az éggömbön.
- A Naprendszerben északi iránynak tekintjük a Föld keringési síkjára merőleges irányt, ahonnan nézve a Föld az óramutató járásával ellentétes irányban kering. A fizikában és a csillagászatban ezt nevezik a pozitív forgási vagy keringési iránynak.